# بين شتاين
بين شتاين (بالإنجليزية: Ben Stein)‏ (و. 1944 – م) هو ممثل، ومقدم برامج، ومحامي، وكاتِب، وممثل أفلام، وممثل تلفزيوني، من الولايات المتحدة الأمريكية، ولد في واشنطن العاصمة، هو عضوٌ في الحزب الجمهوري.

## التعليم
تعلم في كلية ييل للحقوق، وجامعة كولومبيا، وجامعة ييل.

## جوائز
حصل على جوائز منها:
- جائزة إيمي داي تايم للمضيف المميز لبرنامج ألعاب [الإنجليزية]‏.

## وصلات خارجية
- بين شتاين على موقع IMDb (الإنجليزية)
- بين شتاين على موقع الموسوعة البريطانية (الإنجليزية)
- بين شتاين على موقع روتن توميتوز (الإنجليزية)
- بين شتاين على موقع ألو سيني (الفرنسية)
- بين شتاين على موقع أول موفي (الإنجليزية)
- بين شتاين على موقع قاعدة بيانات الأفلام السويدية (السويدية)
- بين شتاين على موقع إن إن دي بي (الإنجليزية)
- بين شتاين على موقع قاعدة بيانات الفيلم (الإنجليزية)
- بين شتاين على موقع كينوبويسك (الروسية)